# Badia de Bòtnia

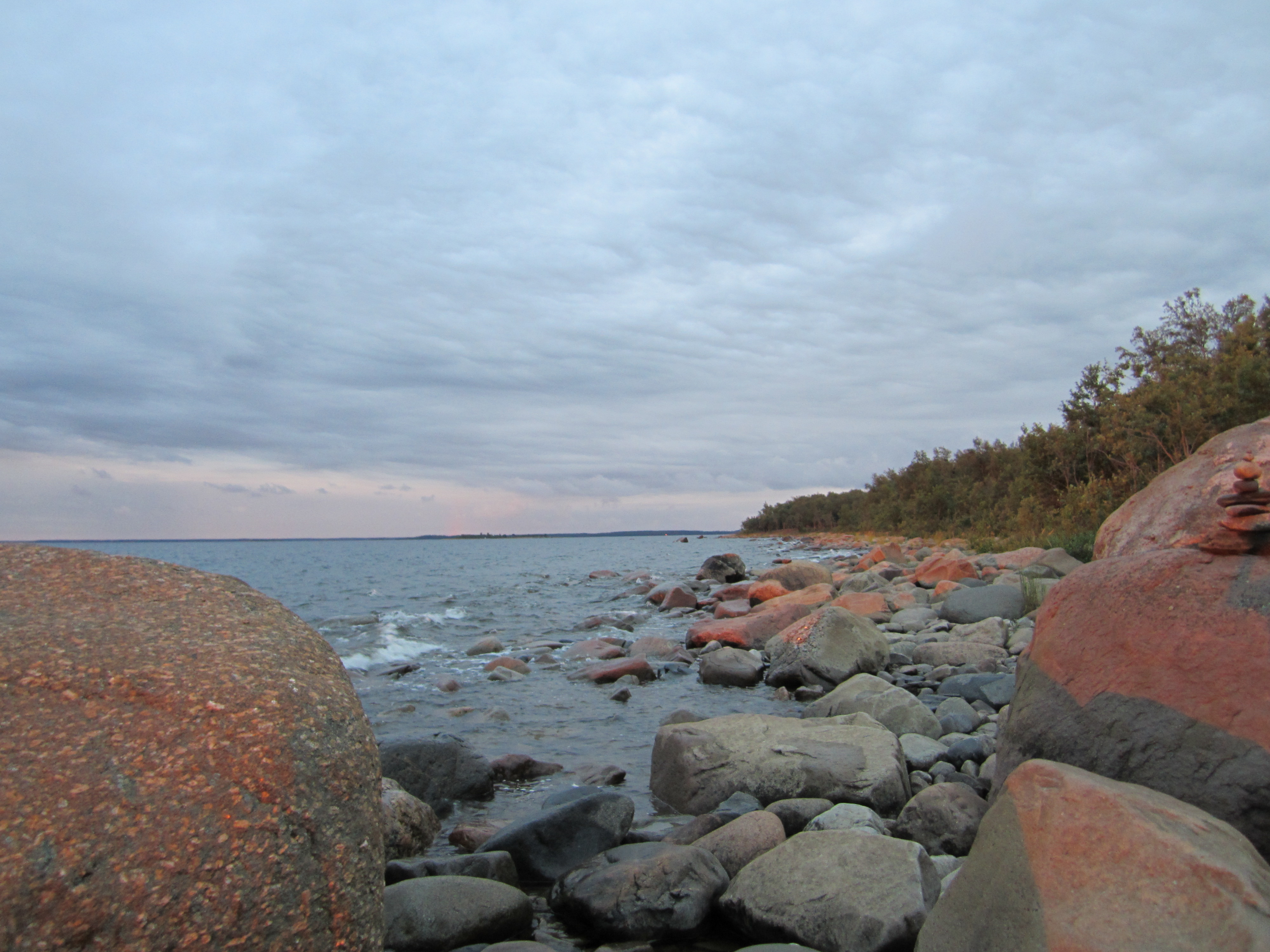
Ohtakari

La badia de Bòtnia (en suec: Bottenviken, en finès: Perämeri) és la part més la nord del golf de Bòtnia, la qual per la seva banda és la part més septentrional de la mar Bàltica. El sòl de la badia encara s'està aixecant després que van desaparéixer les glaceres i per tant, el seu pes. D'aquí 2000 anys aquesta badia s'haurà convertit en un llac d'aigua dolça. A la badia hi desemboquen diversos grans rius i és relativament poc afectada per les marees i té poca salinitat. Es congela cada any durant d'un a sis mesos. Comparada amb altres llocs del Bàltic hostatja poca vida vegetal o animal.

## Extensió
La badia de Bòtnia es troba entre les latituds 63,5°N i 66°N, formant la part nord del Golf de Bòtnia.
La mar de Bòtnia divideix aquesta badia. La part nord té una fondària de 65 m. Hi ha illes enfront de Vaasa a Finlàndia i unes altres illes a Holmöarna a Suècia.
Aquesta badia fa frontera amb Finlàndia a l'est i amb Suècia a l'oest.
Aquesta badia asimètrica i és més profunda i la costa més brusca al costat suec.
La conca de la badia de Bòtnia fa 260.675 km² de la qual el 56% es troba a Finlàndia, el 44% a Suècia i menys de l'1% a Noruega.
La badia mateixa fa 36.800 km² i té un volum de 1.490 km3.
Cobreix el 36% de la superfície del Golf de Bòtnia i té el 25% del seu volum.
La fondària mitjana és de 41 m.
La Fondària Luleå és la part més fonda amb 146 m i està al sud-est de la ciutat de Luleå.

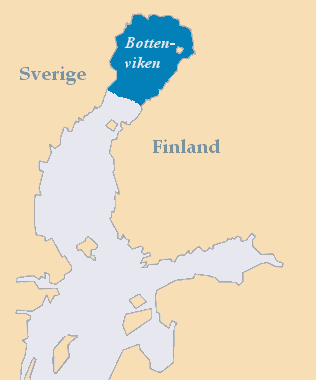
Mapa del Golf de Bòtnia mostrant la localització de la Badia de Bòtnia (Bottenviken)
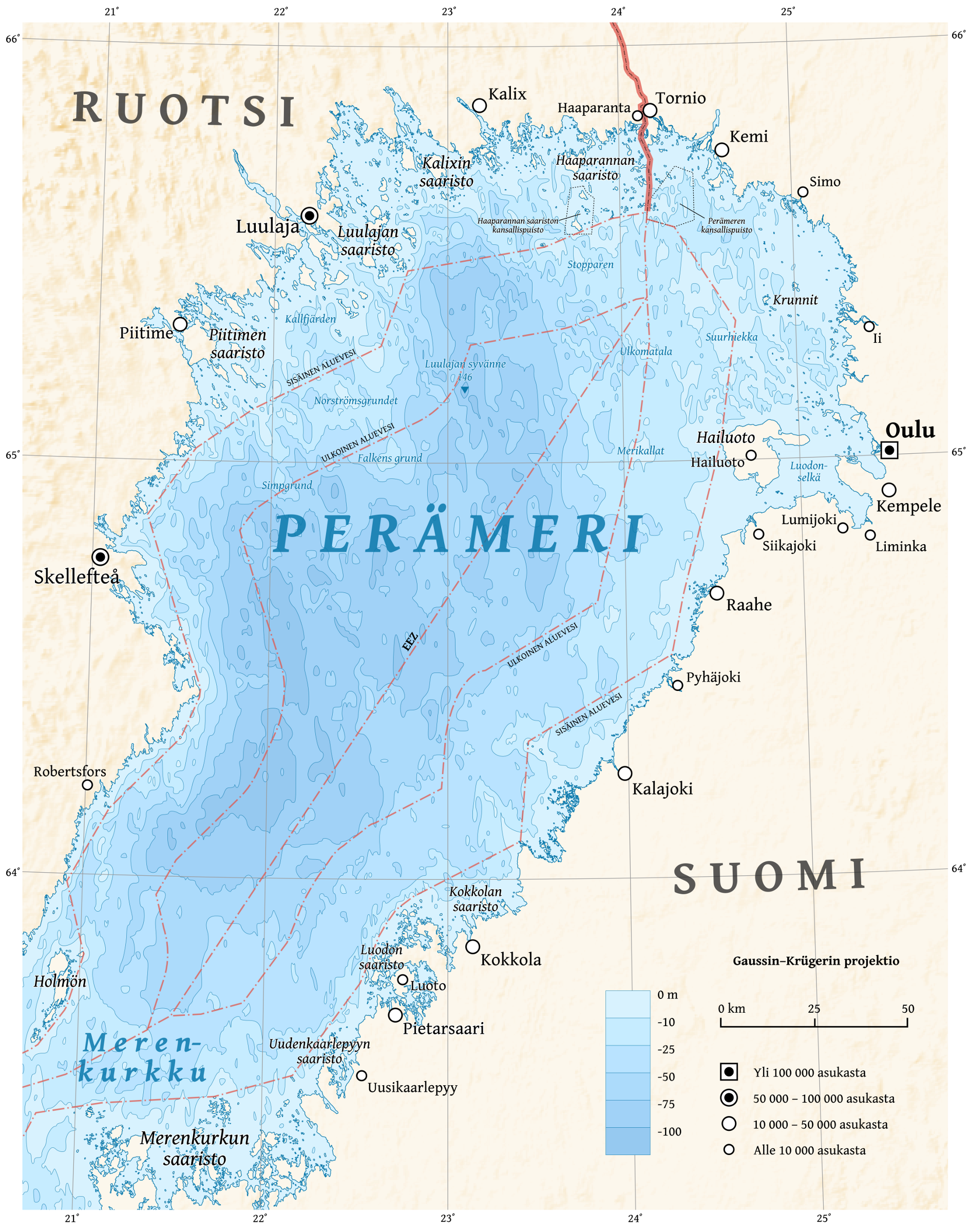
Mapa finlandès de la badia
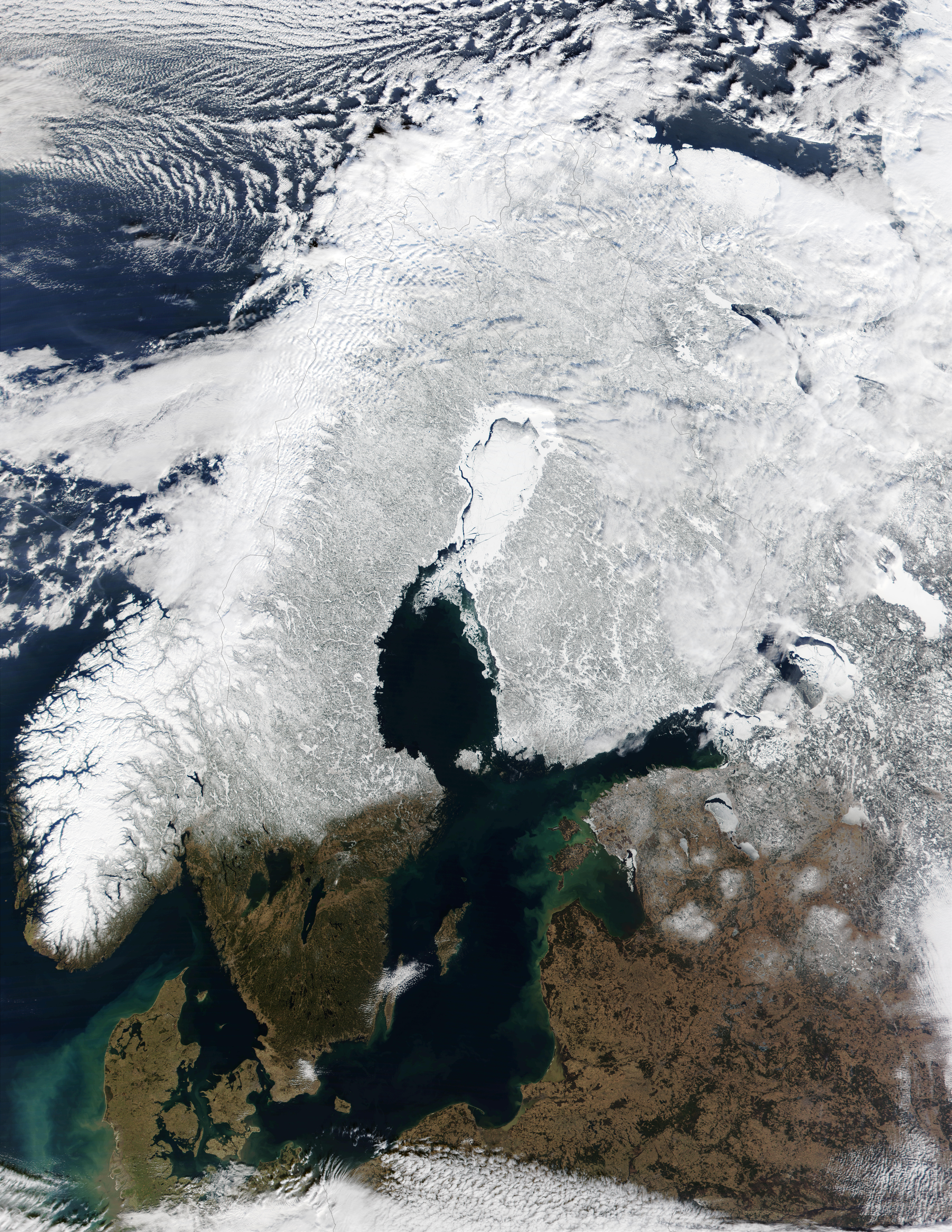
Mapa per satèl·lit de Fennoscandia amb la badia de Bòtnia coberta de gel marí

Els principals rius que flueixen dins la badia inclouen:
| Riu       | País               | Descàrrega |
| --------- | ------------------ | ---------- |
| Kemijoki  | Finlàndia          | 556 m³/s   |
| Lule      | Suècia             | 506 m³/s   |
| Torne     | Suècia i Finlàndia | 388 m³/s   |
| Kalix     | Suècia             | 295 m³/s   |
| Oulujoki  | Finlàndia          | 250 m³/s   |
| Riu Pite  | Suècia             | 167 m³/s   |
| Skellefte | Suècia             | 162 m³/s   |
| Iijoki    | Finlàndia          | 164 m³/s   |

La salinitat és de només 0,2 psu a la part nord de la badia i baixa gairebé a zero en alguns dels arxipèlags on arriben grans rius.
Per la baixa salinitat i les baixes temperatures de l'hivern el gel és considerablement més fort que en altres circumstàncies.